# 小林文彦
小林 文彦（こばやし ふみひこ、本名：小林 文彦、1956年10月22日 - ）は、東京都昭島市出身の俳優。

## 出演作品

### テレビドラマ
- 意地悪ばあさん（1969年、日本テレビ） - 最終話
- ハレンチ学園 （1970年 - 1971年、東京12チャンネル）- 山岸八十八
- ワンパク番外地 （1971年、東京12チャンネル）- 番長
- 夕陽カ丘三号館 （1971年 - 1972年、TBS）
- 青春をつっ走れ （1972年、フジテレビ）
- 泣くな青春 （1972年、フジテレビ）第4話「空白の遺書」- 大内文彦
- パパと呼ばないで（1972年 - 1973年、日本テレビ）- 長男・昇
- へんしん!ポンポコ玉 （1973年、TBS） - 河井陽一
- ボクは女学生 （1973年、フジテレビ）
- どっこい大作 （1973年 - 1974年、NET）第12話 「そのタレを逃すな!」- 小林信夫
- 水もれ甲介（1974年 - 1975年、日本テレビ）- 第3話・第7話・第23話　吉田
- 敬礼!さわやかさん （1975年 - 1976年、NET）第14話「四年目の友情」
- 嫁だいこん （1976年、フジテレビ）
- 太陽にほえろ!（日本テレビ）
  - 第199話「女相続人」（1976年5月7日）
  - 第396話「記念樹」（1980年2月29日）
- 土曜ワイド劇場 怪奇!巨大蜘蛛の館（1978年8月26日）- ケンジ